# Герои Социалистического Труда Армении

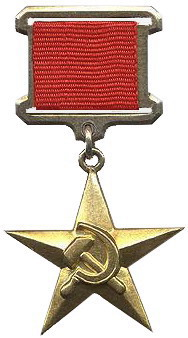
Золотая медаль «Серп и Молот» — вручалась Героям Социалистического Труда (автор эскиза — армянский архитектор Мирон Мержанов)

В списке представлены лица, проживавшие на территории нынешней Республики Армения и удостоенные звания Героя Социалистического Труда — высшей степени отличия Советского Союза за труд.
В настоящий список включены:
- Герои Социалистического Труда, на момент присвоения звания проживавшие на территории Армянской ССР (соответствует границам современной Армении) — 224 человека, в том числе 1 — дважды Герой Социалистического Труда;
- лица, в отношении которых указ о присвоении звания отменён, — 1 человек.

## История
Впервые звание Героя Социалистического Труда в Армянской ССР было присвоено Указом Президиума Верховного Совета СССР от 5 ноября 1943  года паровозному машинисту депо «Ленинакан» Закавказской железной дороги А. М. Хачатряну за особые заслуги в обеспечении перевозок для фронта и народного хозяйства и выдающиеся достижения в восстановлении железнодорожного хозяйства в трудных условиях военного времени.

## Герои Социалистического Труда
| № | Фамилия, имя, отчество         | Годы жизни | Деятельность на момент награждения второй золотой медалью «Серп и Молот» | Дата первого Указа | Дата второго Указа | ГС       |
| - | ------------------------------ | ---------- | ------------------------------------------------------------------------ | ------------------ | ------------------ | -------- |
| 1 | Амбарцумян, Виктор Амазаспович | 1908—1996  | Президент Академии наук Армянской ССР, академик Академии наук СССР       | 17.09.1968         | 15.09.1978         | [ ГС 1 ] |

| №   | Фамилия, имя, отчество                              | Годы жизни  | Деятельность | Дата Указа | ГС         |
| --- | --------------------------------------------------- | ----------- | --- | ---------- | ---------- |
| 1   | Авагян, Роза Вагановна                              | 1926—       | Бригадир колхоза села Ахавнатун Эчмиадзинского района Армянской ССР                                                                                          | 30.04.1966 | [ ГС 2 ]   |
| 2   | Авакян, Вазген Багратович                           | 1926—2000   | Сыродел-мастер Базарчайского сырзавода Министерства мясной и молочной промышленности Армянской ССР, Сисианский район Армянской ССР                           | 26.04.1971 | [ ГС 3 ]   |
| 3   | Авдалян, Гурген Микаелович                          | 1929—       | Директор совхоза имени Калинина Калининского района Армянской ССР                                                                                            | 08.04.1971 |            |
| 4   | Аветисян, Агавни Аваковна                           | 1930—       | Звеньевая колхоза «Кармир астх» Октемберянского района Армянской ССР                                                                                         | 14.06.1950 | [ ГС 4 ]   |
| 5   | Аветисян, Ашхен Микаэловна                          | 1920—1995   | Доярка колхоза имени Сталина Шаумянского района Армянской ССР                                                                                                | 07.03.1960 | [ ГС 5 ]   |
| 6   | Аветисян, Елена Карапетовна                         | 1922—       | Заведующая отделением 2-го медицинского объединения, город Ленинакан                                                                                         | 23.10.1978 |            |
| 7   | Аветисян, Мисак Арменакович                         | 1924 — 1971 | Слесарь Ереванского часового завода Министерства приборостроения, средств автоматизации и систем управления СССР                                             | 20.04.1971 | [ ГС 6 ]   |
| 8   | Аветисян, Самвел Хачатурович                        | 1902—       | Председатель колхоза «Авангард» Сисианского района Армянской ССР                                                                                             | 04.05.1948 | [ ГС 7 ]   |
| 9   | Агинян, Гегецик Геворковна                          | 1914—       | Звеньевая Ачаджурского совхоза Иджеванского района Армянской ССР                                                                                             | 30.04.1966 |            |
| 10  | Аджемян, Вартан Мкртичевич                          | 1905—1977   | Главный режиссёр Армянского государственного академического драматического театра имени Г. Сундукяна, народный артист СССР, город Ереван                     | 08.12.1975 | [ ГС 8 ]   |
| 11  | Азаян, Багдасар Мартиросович                        | 1905—1972   | Председатель колхоза «Дружба» Сисианского района Армянской ССР                                                                                               | 18.06.1949 | [ ГС 9 ]   |
| 12  | Азоян, Машо Ивановна                                | 1895—       | Звеньевая колхоза «III Интернационал» Октемберянского района Армянской ССР                                                                                   | 14.06.1950 | [ ГС 10 ]  |
| 13  | Айрапетян, Аршавир Авакович                         | 1916—1998   | Директор совхоза «Ахтанак» Ноемберянского района Армянской ССР                                                                                               | 27.12.1976 | [ ГС 11 ]  |
| 14  | Айрян, Арамаис Овсепович                            | 1944—2015   | Дояр совхоза имени Ленина Горисского района Армянской ССР | 16.03.1981 |            |
| 15  | Акопян, Азгануш Мхитаровна                          | 1928—       | Звеньевая колхоза «Лен уги» Октемберянского района Армянской ССР                                                                                             | 14.06.1950 | [ ГС 12 ]  |
| 16  | Акопян, Саркис Казарович                            | 1902—       | Председатель колхоза «Кармир астх» Октемберянского района Армянской ССР                                                                                      | 14.06.1950 | [ ГС 13 ]  |
| 17  | Акопян, Сатик Акоповна                              | 1910—       | Звеньевая колхоза «III Интернационала» Октемберянского района Армянской ССР                                                                                  | 14.06.1950 | [ ГС 14 ]  |
| 18  | Акопян, Соня Ивановна                               | 1915—       | Звеньевая колхоза имени Сталина, село Мргашат Октемберянского района Армянской ССР                                                                           | 11.07.1951 | [ ГС 15 ]  |
| 19  | Алексанян, Аракси Назаровна                         | 1924—2006   | Почтальон отделения связи Ереванского почтамта Министерства связи Армянской ССР                                                                              | 04.05.1971 | [ ГС 16 ]  |
| 20  | Алексанян, Дустрик Акоповна                         | 1926—       | Звеньевая колхоза «Лен уги» Октемберянского района Армянской ССР                                                                                             | 14.06.1950 | [ ГС 17 ]  |
| 21  | Алиева, Аджош Ибрагим кызы                          | 1922—1996   | Звеньевая колхоза «Кармир Астх» Октемберянского района Армянской ССР                                                                                         | 14.06.1950 | [ ГС 18 ]  |
| 22  | Алоян, Виктория Гарегиновна                         | 1928—       | Звеньевая колхоза «Лен уги» Октемберянского района Армянской ССР                                                                                             | 14.06.1950 | [ ГС 19 ]  |
| 23  | Амирханян, Владимир Смбатович                       | 1927—       | Проходчик Мегринской геологоразведочной партии Управления геологии Совета Министров Армянской ССР                                                            | 04.07.1966 | [ ГС 20 ]  |
| 24  | Амирханян, Серёжа Шакарович                         | 1923—1982   | Бригадир аппаратчиков завода имени Кирова, город Ереван | 28.05.1960 | [ ГС 21 ]  |
| 25  | Амирян, Роберт Паргевович                           | 1928—2008   | Директор Армянского электромашиностроительного завода «Армэлектрозавод» имени В. И. Ленина Министерства электротехнической промышленности СССР, город Ереван | 20.04.1971 | [ ГС 22 ]  |
| 26  | Ананян, Анаит Аршаковна                             | 1900—1987   | Директор Республиканской селекционной станции овощебахчевых культур Армянской ССР, доктор сельскохозяйственных наук                                          | 08.04.1971 | [ ГС 23 ]  |
| 27  | Аракелян, Амир Мурадович                            | 1898—       | Звеньевой виноградарского совхоза имени Микояна Министерства пищевой промышленности СССР, Эчмиадзинский район Армянской ССР                                  | 30.06.1951 | [ ГС 24 ]  |
| 28  | Аракелян, Мнацакан Хачатурович                      | 1925—       | Старший чабан Алагязского совхоза Талинского района Армянской ССР                                                                                            | 22.03.1966 | [ ГС 25 ]  |
| 29  | Арустамян, Смбат Баласанович                        | 1908—       | Заведующий фермой колхоза «Дружба» Сисианского района Армянской ССР                                                                                          | 18.06.1949 | [ ГС 26 ]  |
| 30  | Арутюнян, Агнесса Гегамовна                         | 1931—       | Звеньевая колхоза имени Орджоникидзе Октемберянского района Армянской ССР                                                                                    | 14.06.1950 | [ ГС 27 ]  |
| 31  | Арутюнян, Амалия Гайковна                           | 1933—1997   | Ткачиха Ленинаканского производственного хлопчатобумажного объединения имени Майского восстания Министерства лёгкой промышленности Армянской ССР             | 17.03.1981 | [ ГС 28 ]  |
| 32  | Арутюнян, Арцвик Мацаковна                          | 1929—       | Звеньевая колхоза имени Шаумяна Эчмиадзинского района Армянской ССР                                                                                          | 25.07.1951 | [ ГС 29 ]  |
| 33  | Арутюнян, Ваган Самсонович                          | 1911—1988   | Старший агроном Октемберянской МТС Октемберянского района Армянской ССР                                                                                      | 16.10.1950 | [ ГС 30 ]  |
| 34  | Арутюнян, Мартин Карапетович                        | 1928—2010   | Первый секретарь Разданского райкома КП Армении | 16.03.1981 | [ ГС 31 ]  |
| 35  | Арутюнян, Никогос Агабекович                        | 1912—       | Комбайнёр Гарибджанянской МТС, Армянская ССР | 05.08.1952 | [ ГС 32 ]  |
| 36  | Арутюнян, Сатеник Седраковна                        | 1900—       | Звеньевая колхоза имени Жданова Октемберянского района Армянской ССР                                                                                         | 14.06.1950 | [ ГС 33 ]  |
| 37  | Арутюнян, Феня Езекимовна                           | 1922—2004   | Звеньевая колхоза имени Молотова Нор-Баязетского района Армянской ССР                                                                                        | 16.04.1949 | [ ГС 34 ]  |
| 38  | Асатрян, Аветис Ваганович                           | 1906—       | Старший чабан колхоза «Дружба» Сисианского района Армянской ССР                                                                                              | 18.06.1949 | [ ГС 35 ]  |
| 39  | Асатрян, Алексан Асатурович                         | 1907—       | Директор Шагриарской МТС Октемберянского района Армянской ССР                                                                                                | 16.10.1950 | [ ГС 36 ]  |
| 40  | Асатрян, Анушаван Зограбович                        | 1907—       | Звеньевой колхоза «Кармир Октембер» Нор-Баязетского района Армянской ССР                                                                                     | 02.02.1948 | [ ГС 37 ]  |
| 41  | Асатрян, Гукас Фаносович                            | 1919—1998   | Старший аппаратчик завода «Поливинилацетат» Министерства химической промышленности СССР, город Ереван                                                        | 20.04.1971 |            |
| 42  | Асатрян, Леник Николаевич                           | 1941—       | Дояр колхоза села Урут Степанаванского района Армянской ССР                                                                                                  | 22.03.1966 | [ ГС 38 ]  |
| 43  | Асатрян, Сирануш Еремовна                           | 1922—2011   | Звеньевая колхоза имени Молотова Нор-Баязетского района Армянской ССР                                                                                        | 16.04.1949 | [ ГС 39 ]  |
| 44  | Асланян, Майрам Меликовна                           | 1901—       | Звеньевая колхоза «Парижская коммуна» Арташатского района Армянской ССР                                                                                      | 16.10.1950 | [ ГС 40 ]  |
| 45  | Асоян, Парзик Айриковна (Кюрегян, Парзик Айриковна) | 1926—2011   | Звеньевая колхоза имени Молотова Нор-Баязетского района Армянской ССР                                                                                        | 16.04.1949 | [ ГС 41 ]  |
| 46  | Атабекян, Затик Маркаровна                          | 1921—       | Звеньевая колхоза «Кармир ранчпар» Иджеванского района Армянской ССР                                                                                         | 14.06.1950 | [ ГС 42 ]  |
| 47  | Ахвердян, Егор Овсепович                            | 1901—1962   | Председатель колхоза «Бекум» Сисианского района Армянской ССР                                                                                                | 16.04.1949 | [ ГС 43 ]  |
| 48  | Ахвердян, Овсеп Алексанович                         | 1924—       | Звеньевой колхоза «Бекум» Сисианского района Армянской ССР                                                                                                   | 16.04.1949 | [ ГС 44 ]  |
| 49  | Бабаджанян, Гевонд Мкртичевич                       | 1897—1969   | Заведующий фермой колхоза имени Кирова Сисианского района Армянской ССР                                                                                      | 17.08.1948 | [ ГС 45 ]  |
| 50  | Бабаян, Роза Маркаровна                             | 1927—       | Звеньевая колхоза «Лен уги» Октемберянского района Армянской ССР                                                                                             | 14.06.1950 | [ ГС 46 ]  |
| 51  | Баберян, Асмик Степановна                           | 1915—       | Звеньевая колхоза имени Серго Орджоникидзе Октемберянского района Армянской ССР                                                                              | 14.06.1950 | [ ГС 47 ]  |
| 52  | Багдасарян, Анаид Захаровна                         | 1915—       | Бригадир колхоза имени Калинина Микояновского района Армянской ССР                                                                                           | 16.04.1949 | [ ГС 48 ]  |
| 53  | Багдасарян, Анаит Гайковна                          | род. 1940   | Звеньевая колхоза имени 26 комиссаров Арташатского района Армянской ССР                                                                                      | 06.06.1984 | [ ГС 49 ]  |
| 54  | Багдасарян, Грануш Сааковна                         | 1923—2000   | Звеньевая колхоза «Вчракан тари» Октемберянского района Армянской ССР                                                                                        | 14.06.1950 | [ ГС 50 ]  |
| 55  | Багдасарян, Паруйр Микаелович                       | 1905—       | Комбайнёр Гарибджанянской МТС Армянской ССР | 05.08.1952 |            |
| 56  | Багдасарян, Феник Бениаминовна                      | 1931—       | Звеньевая колхоза имени Калинина Микоянского района Армянской ССР                                                                                            | 17.08.1950 | [ ГС 51 ]  |
| 57  | Бадалян, Арпик Анушавановна                         | 1926—       | Звеньевая колхоза «Кармир астх» Октемберянского района Армянской ССР                                                                                         | 14.06.1950 | [ ГС 52 ]  |
| 58  | Бадалян, Рафик Седракович                           | 1933—2011   | Бригадир совхоза имени Ленина Эчмиадзинского района Армянской ССР                                                                                            | 27.12.1976 |            |
| 59  | Баласанян, Габриел Тигранович                       | 1926—2008   | Звеньевой колхоза «Бекум» Сисианского района Армянской ССР                                                                                                   | 16.04.1949 | [ ГС 53 ]  |
| 60  | Бахшинян, Эдик Мисакович                            | 1934—2002   | Начальник лётно-штурманского отдела Армянского управления гражданской авиации                                                                                | 04.02.1983 | [ ГС 54 ]  |
| 61  | Варданян, Сарибек Мхитарович                        | 1926—1994   | Председатель колхоза имени А. Ханджяна Араратского района Армянской ССР                                                                                      | 07.07.1986 | [ ГС 55 ]  |
| 62  | Вартанян, Аревалуйс Арутюновна                      | 1914—       | Звеньевая колхоза имени 18 партсъезда Бериевского района Армянской ССР                                                                                       | 11.07.1951 | [ ГС 56 ]  |
| 63  | Вартанян, Арпеник Арутюновна                        | 1912—       | Звеньевая колхоза «III Интернационал» Октемберянского района Армянской ССР                                                                                   | 14.06.1950 |            |
| 64  | Вартанян, Баграт Абрамович                          | 1894—1971   | Директор совхоза «Зейтун» Ноемберянского района Армянской ССР                                                                                                | 30.04.1966 | [ ГС 57 ]  |
| 65  | Вартанян, Саркис Сираканович                        | 1908—1985   | Председатель колхоза «Спартак» Нор-Баязетского района Армянской ССР                                                                                          | 02.02.1948 | [ ГС 58 ]  |
| 66  | Вартанян, Серёжа Анмегикович                        | 1929—       | Звеньевой колхоза имени Арутюняна Ахтинского района Армянской ССР                                                                                            | 02.02.1948 | [ ГС 59 ]  |
| 67  | Вартанян, Хачатур Акопович                          | 1901—       | Звеньевой колхоза «Спартак» Нор-Баязетского района Армянской ССР                                                                                             | 02.02.1948 | [ ГС 60 ]  |
| 68  | Газарян, Сурен Михайлович                           | 1918—       | Чабан колхоза «Пролетар» Сисианского района Армянской ССР | 06.09.1973 | [ ГС 61 ]  |
| 69  | Галемтерян, Цахкануш Кероповна                      | 1937—       | Ткачиха Ереванского шёлкового комбината имени В. И. Ленина Министерства лёгкой промышленности Армянской ССР                                                  | 09.06.1966 | [ ГС 62 ]  |
| 70  | Галстян, Назани Саркисовна                          | 1908—       | Председатель колхоза имени Шаумяна Шаумянского района Армянской ССР                                                                                          | 07.03.1960 | [ ГС 63 ]  |
| 71  | Галстян-Погосян, Лилифар Минасовна                  | 1919—       | Звеньевая колхоза «Кармир ранчпар» Иджеванского района Армянской ССР                                                                                         | 14.06.1950 | [ ГС 64 ]  |
| 72  | Гарибян, Месроп Мовсесович                          | 1914—1978   | Звеньевой колхоза имени Ворошилова района имени Берия Армянской ССР                                                                                          | 27.09.1949 | [ ГС 65 ]  |
| 73  | Гаспарян, Апрес Бегларович                          | 1918—2000   | Комбайнёр Норакертской МТС Армянской ССР | 02.06.1952 | [ ГС 66 ]  |
| 74  | Гаспарян, Аракса Амбарцумовна                       | 1926—2001   | Заместитель директора средней школы № 1, город Арарат | 27.06.1978 | [ ГС 67 ]  |
| 75  | Гаспарян, Вачаган Арсенович                         | 1923—       | Бригадир колхоза села Варденик Мартунинского района Армянской ССР                                                                                            | 30.04.1966 | [ ГС 68 ]  |
| 76  | Гаспарян, Гоар Микаэловна                           | 1924—2007   | Оперная певица (лирико-колоратурное сопрано), профессор Ереванской государственной консерватории имени Комитаса, народная артистка СССР, город Ереван        | 11.12.1984 | [ ГС 69 ]  |
| 77  | Геворгян, Назани Рубеновна                          | 1923—       | Звеньевая колхоза имени Жданова Октемберянского района Армянской ССР                                                                                         | 14.06.1950 | [ ГС 70 ]  |
| 78  | Геворкян, Саркис Паруйрович                         | 1918—1976   | Старший электромеханик Ленинаканской дистанции сигнализации и связи Закавказской железной дороги, Армянская ССР                                              | 04.08.1966 | [ ГС 71 ]  |
| 79  | Гёзалов, Мамед Абыл оглы                            | 1893—       | Старший чабан колхоза «Мубариза» Сисианского района Армянской ССР                                                                                            | 18.06.1949 | [ ГС 72 ]  |
| 80  | Григорян, Акоп Сираканович                          | 1899—1991   | Председатель колхоза «Кармир Октембер» Нор-Баязетского района Армянской ССР                                                                                  | 02.02.1948 | [ ГС 73 ]  |
| 81  | Григорян, Амаяк Саакович                            | 1908—1975   | Председатель колхоза имени Калинина Микоянского района Армянской ССР                                                                                         | 17.08.1950 | [ ГС 74 ]  |
| 82  | Григорян, Грануш Гютовна                            | 1926—       | Звеньевая колхоза имени Калинина Микоянского района Армянской ССР                                                                                            | 17.08.1950 | [ ГС 75 ]  |
| 83  | Григорян, Пепрона Амбарцумовна                      | 1912—       | Звеньевая колхоза «Парижская коммуна» Арташатского района Армянской ССР                                                                                      | 16.10.1950 | [ ГС 76 ]  |
| 84  | Григорян, Эмма Ншановна                             | 1923—       | Звеньевая колхоза имени Берия Октемберянского района Армянской ССР                                                                                           | 14.06.1950 | [ ГС 77 ]  |
| 85  | Гукасян, Айкуш Хачатуровна                          | 1927—       | Овощевод Геханистского совхоза Масисского района Армянской ССР                                                                                               | 22.02.1978 | [ ГС 78 ]  |
| 86  | Гуркалова, Ольга Филипповна                         | 1915—       | Звеньевая Октемберянского плодо-виноградного совхоза Министерства пищевой промышленности СССР                                                                | 26.09.1950 | [ ГС 79 ]  |
| 87  | Гусейнов, Али Алаверды оглы                         | 1872—       | Старший чабан колхоза «Мубариза» Сисианского района Армянской ССР                                                                                            | 18.06.1949 | [ ГС 80 ]  |
| 88  | Гюлхасян, Микаел Асатурович                         | 1927—2012   | Агроном колхоза имени Калинина Микоянского района Армянской ССР                                                                                              | 17.08.1950 | [ ГС 81 ]  |
| 89  | Давидян, Епеси Сааковна                             | 1911—       | Звеньевая колхоза «Лен уги» Октемберянского района Армянской ССР                                                                                             | 14.06.1950 | [ ГС 82 ]  |
| 90  | Давтян, Арев Хачатуровна                            | 1925—       | Звеньевая колхоза имени Калинина Микоянского района Армянской ССР                                                                                            | 17.08.1950 | [ ГС 83 ]  |
| 91  | Давтян, Арус Гарегиновна                            | 1924—       | Звеньевая колхоза имени Калинина Микоянского района Армянской ССР                                                                                            | 16.04.1949 | [ ГС 84 ]  |
| 92  | Давтян, Торос Казарович                             | 1918—       | Бригадир колхоза имени Калинина Азизбековского района Армянской ССР                                                                                          | 05.08.1952 | [ ГС 85 ]  |
| 93  | Давтян, Хачатур Александрович                       | 1899—       | Звеньевой колхоза «Спартак» Нор-Баязетского района Армянской ССР                                                                                             | 02.02.1948 | [ ГС 86 ]  |
| 94  | Дагбашян, Самсон Агабекович                         | 1917—2005   | Учитель средней школы № 3, город Ереван | 01.07.1968 | [ ГС 87 ]  |
| 95  | Джафаров, Ширван Иман оглы                          | 1901—       | Старший чабан колхоза «Мубариза» Сисианского района Армянской ССР                                                                                            | 18.06.1949 | [ ГС 88 ]  |
| 96  | Джрагацпанян, Акоп Николаевич                       | 1908—       | Звеньевой колхоза «Спартак» Нор-Баязетского района Армянской ССР                                                                                             | 02.02.1948 | [ ГС 89 ]  |
| 97  | Долинян, Саркис Пилипосович                         | 1909—1988   | Старший механик Шагриарской МТС Октемберянского района Армянской ССР                                                                                         | 16.10.1950 | [ ГС 90 ]  |
| 98  | Егиазарян, Ноемзар Мануковна                        | 1914—       | Звеньевая колхоза села Кахцрашен Арташатского района Армянской ССР                                                                                           | 07.03.1960 | [ ГС 91 ]  |
| 99  | Енгоян, Сисак Татевосович                           | 1891—       | Звеньевой колхоза «Спартак» Нор-Баязетского района Армянской ССР                                                                                             | 02.02.1948 | [ ГС 92 ]  |
| 100 | Ервандян, Джемма Суреновна                          | 1932—       | Звеньевая колхоза села Мргашат Октемберянского района Армянской ССР                                                                                          | 08.04.1971 | [ ГС 93 ]  |
| 101 | Задоян, Айценик Оганесовна                          | 1903—       | Звеньевая колхоза «Вчракан тари» Октемберянского района Армянской ССР                                                                                        | 14.06.1950 | [ ГС 94 ]  |
| 102 | Закарян, Вазген Сиреканович                         | 1913—1983   | Председатель колхоза имени Орджоникидзе Октемберянского района Армянской ССР                                                                                 | 14.06.1950 | [ ГС 95 ]  |
| 103 | Закарян, Закар Ервандович                           | 1924—       | Председатель колхоза имени Куйбышева Абовянского района Армянской ССР                                                                                        | 30.03.1982 | [ ГС 96 ]  |
| 104 | Закоян, Рачик Амаякович                             | 1922—2003   | Звеньевой колхоза имени Батика Нор-Баязетского района Армянской ССР                                                                                          | 16.04.1949 | [ ГС 97 ]  |
| 105 | Заргарян, Абел Севанович                            | 1919—       | Звеньевой колхоза имени Сталина Шамшадинского района Армянской ССР                                                                                           | 05.08.1952 | [ ГС 98 ]  |
| 106 | Казарян, Аршак Шамирович                            | 1913—       | Старший плавильщик Алавердского меднохимического комбината Совнархоза Армянской ССР                                                                          | 09.06.1961 | [ ГС 99 ]  |
| 107 | Казарян, Зина Васильевна                            | 1924—       | Звеньевая колхоза «Кармир ранчпар» Иджеванского района Армянской ССР                                                                                         | 14.06.1950 | [ ГС 100 ] |
| 108 | Казарян, Фарандзем Аваковна                         | 1919—       | Звеньевая колхоза «Кармир ранчпар» Иджеванского района Армянской ССР                                                                                         | 14.06.1950 | [ ГС 101 ] |
| 109 | Камавосян, Майрануш Пилипосовна                     | 1926—       | Звеньевая колхоза «Арагац» Эчмиадзинского района Армянской ССР                                                                                               | 08.04.1971 |            |
| 110 | Карапетян, Гегецик Артюшевна                        | 1947—       | Колхозница колхоза имени А. И. Микояна Октемберянского района Армянской ССР                                                                                  | 12.12.1973 | [ ГС 102 ] |
| 111 | Карапетян, Сашибек Айрапетович                      | 1914—1998   | Звеньевой колхоза имени Молотова Нор-Баязетского района Армянской ССР                                                                                        | 16.04.1949 | [ ГС 103 ] |
| 112 | Карапетян, Сисе Мирановна                           | 1895—       | Звеньевая колхоза «Парижская коммуна» Арташатского района Армянской ССР                                                                                      | 16.10.1950 | [ ГС 104 ] |
| 113 | Каринян, Арташес Баласиевич                         | 1886—1982   | Партийный и государственный деятель, академик АН Армянской ССР, город Ереван                                                                                 | 11.11.1976 | [ ГС 105 ] |
| 114 | Керопян, Кероп Апикович                             | 1925—       | Комбайнёр Гарибджанянской МТС Армянской ССР | 05.08.1952 | [ ГС 106 ] |
| 115 | Киракосян, Торгом Степанович                        | 1908—       | Председатель исполнительного комитета Шаумяновского районного Совета депутатов трудящихся Армянской ССР                                                      | 16.10.1953 | [ ГС 107 ] |
| 116 | Колозян, Мкртыч Багоевич                            | 1922—1990   | Звеньевой колхоза имени Батика Нор-Баязетского района Армянской ССР                                                                                          | 16.04.1949 | [ ГС 108 ] |
| 117 | Колозян, Октемберик Мануковна                       | 1924—       | Звеньевая колхоза имени III Интернационала Октемберянского района Армянской ССР                                                                              | 16.04.1949 | [ ГС 109 ] |
| 118 | Кошкакарян, Хачик Саркисович                        | 1908—1976   | Каменщик треста № 1 Министерства строительства Армянской ССР                                                                                                 | 09.08.1958 | [ ГС 110 ] |
| 119 | Куроян, Акоп Арамович                               | 1910—1980   | Председатель колхоза имени Батика Нор-Баязетского района Армянской ССР                                                                                       | 03.07.1951 | [ ГС 111 ] |
| 120 | Кярамян Маринос Асатуровна                          | 1897—1983   | Звеньевая колхоза «Гетазат» Арташатского района Армянской ССР                                                                                                | 27.09.1949 | [ ГС 112 ] |
| 121 | Лалабекян, Бабкен Шаваршович                        | 1911—1992   | Старший агроном Шагриарской МТС Октемберянского района Армянской ССР                                                                                         | 16.10.1950 | [ ГС 113 ] |
| 122 | Мадатян, Оромсима Хачатуровна                       | 1916—1987   | Звеньевая колхоза «Кармир ранчпар» Иджеванского района Армянской ССР                                                                                         | 14.06.1950 | [ ГС 114 ] |
| 123 | Маилян, Григор Аршакович                            | 1927—       | Звеньевая колхоза «Бекум» Сисианского района Армянской ССР                                                                                                   | 16.04.1949 | [ ГС 115 ] |
| 124 | Макртумян, Сирануш Сааковна                         | 1920—1980   | Звеньевая колхоза «Кармир ранчпар» Иджеванского района Армянской ССР                                                                                         | 14.06.1950 | [ ГС 116 ] |
| 125 | Мамедов, Наби Мамед оглы                            | 1936—       | Старший чабан колхоза села Заркенд Басаргечарского района Армянской ССР                                                                                      | 22.03.1966 | [ ГС 117 ] |
| 126 | Манасян, Гарник Хачатурович                         | 1930—2008   | Бригадир комплексной бригады треста «Каджаранстрой» Министерства промышленного строительства СССР, Армянская ССР                                             | 05.04.1971 | [ ГС 118 ] |
| 127 | Манукян, Амбарцум Гегамович                         | 1931—       | Бригадир комплексной бригады строительного управления Армянской атомной электростанции Министерства энергетики и электрификации СССР, Армянская ССР          | 03.01.1974 | [ ГС 119 ] |
| 128 | Манукян, Грануш Мамиконовна                         | 1927—       | Звеньевая колхоза «КИМ» Октемберянского района Армянской ССР                                                                                                 | 14.06.1950 | [ ГС 120 ] |
| 129 | Манукян, Давид Саакович                             | 1902—1991   | Бригадир колхоза имени Сталина Арташатского района Армянской ССР                                                                                             | 21.07.1950 | [ ГС 121 ] |
| 130 | Манукян, Мехак Айрапетович                          | 1923—2003   | Звеньевой колхоза «Кармир Октембер» Нор-Баязетского района Армянской ССР                                                                                     | 02.02.1948 | [ ГС 122 ] |
| 131 | Манукян, Парандзем Оганесовна                       | 1914—       | Звеньевая колхоза имени Калинина Микоянского района Армянской ССР                                                                                            | 16.04.1949 | [ ГС 123 ] |
| 132 | Манукян, Рафаел Татевосович                         | 1907—       | Бригадир колхоза имени Орджоникидзе Октемберянского района Армянской ССР                                                                                     | 14.06.1950 | [ ГС 124 ] |
| 133 | Манукян, Соник Хачатуровна                          | 1925—2007   | Звеньевая колхоза «Лен уги» Октемберянского района Армянской ССР                                                                                             | 14.06.1950 | [ ГС 125 ] |
| 134 | Маркарян, Виктория Гарегиновна                      | 1928—2010   | Звеньевая колхоза «Шинарар» Арташатского района Армянской ССР                                                                                                | 21.07.1950 | [ ГС 126 ] |
| 135 | Маркарян, Гриша Саркисович                          | 1929—1991   | Бригадир комплексной бригады строительного управления № 31 треста «Ерпромстрой» Министерства промышленного строительства Армянской ССР, город Ереван         | 19.03.1981 | [ ГС 127 ] |
| 136 | Маркарян, Маруся Мнацакановна                       | 1905—       | Ткачиха Ереванского камвольного комбината Министерства лёгкой промышленности Армянской ССР                                                                   | 05.04.1971 | [ ГС 128 ] |
| 137 | Мартиросян, Мариам Петросовна                       | 1925—       | Звеньевая колхоза имени Будённого Калининского района Армянской ССР                                                                                          | 19.03.1947 | [ ГС 129 ] |
| 138 | Матевосян, Самвел Минасович                         | 1912—2003   | Начальник производственного геологоразведочного треста Управления цветной металлургии Совета Министров Армянской ССР, город Ереван                           | 30.03.1971 | [ ГС 130 ] |
| 139 | Межлумян, Арташес Мартиросович                      | 1901—1986   | Главный зоотехник Шаумяновского районного управления сельского хозяйства Армянской ССР                                                                       | 16.10.1953 | [ ГС 131 ] |
| 140 | Мелконян, Ашот Алексанович                          | 1933—       | Бригадир бурильщиков Кафанского меднорудного комбината, Армянская ССР                                                                                        | 28.05.1960 | [ ГС 132 ] |
| 141 | Мелконян, Нигуш Амаяковна                           | 1929—       | Звеньевая колхоза «III Интернационал» Октемберянского района Армянской ССР                                                                                   | 14.06.1950 | [ ГС 133 ] |
| 142 | Микаелян, Серёжа Абгарович                          | 1925—1980   | Машинист-инструктор электровозного депо «Ленинакан» Закавказской железной дороги, Армянская ССР                                                              | 01.08.1959 | [ ГС 134 ] |
| 143 | Минасян, Акоп Оганесович                            | 1927—       | Комбайнёр колхоза имени Кирова села Аревик Ахурянского района Армянской ССР                                                                                  | 08.04.1971 | [ ГС 135 ] |
| 144 | Минасян, Амаз Вартанович                            | 1914—1994   | Председатель колхоза имени Кирова Сисианского района Армянской ССР                                                                                           | 17.08.1948 | [ ГС 136 ] |
| 145 | Мирзоян, Георгий Мкртычевич                         | 1926—2012   | Бригадир проходчиков специализированного управления «Арпасеванстрой» Министерства энергетики и электрификации СССР, город Ереван                             | 17.09.1981 | [ ГС 137 ] |
| 146 | Мисакян, Сурен Маркосович                           | 1926—       | Звеньевой колхоза «ОГПУ» Талинского района Армянской ССР | 02.02.1948 | [ ГС 138 ] |
| 147 | Мнацаканян, Агван Арсенович                         | 1924—       | Бригадир совхоза «Наири» Октемберянского района Армянской ССР                                                                                                | 30.04.1966 | [ ГС 139 ] |
| 148 | Мнджоян, Арменак Левонович                          | 1904—1970   | Директор Института тонкой органической химии АН Армянской ССР, академик АН Армянской ССР, город Ереван                                                       | 13.03.1969 | [ ГС 140 ] |
| 149 | Мовсесян, Гарегин Сираканович                       | 1909—       | Звеньевой колхоза имени Джапаридзе Басаргечарского района Армянской ССР                                                                                      | 16.04.1949 | [ ГС 141 ] |
| 150 | Мовсисян, Роланд Пайлакович                         | 1925—1993   | Слесарь Армянского электромашиностроительного завода имени В. И. Ленина Министерства электротехнической промышленности СССР, город Ереван                    | 08.08.1966 | [ ГС 142 ] |
| 151 | Мурадян, Андраник Казарович                         | 1918—       | Звеньевой колхоза «Парижская коммуна» Арташатского района Армянской ССР                                                                                      | 16.10.1950 | [ ГС 143 ] |
| 152 | Мустафаева, Марза Махмуд кызы                       | 1917—       | Звеньевая колхоза имени Багирова Ноемберянского района Армянской ССР                                                                                         | 17.08.1950 | [ ГС 144 ] |
| 153 | Назарян, Спартион Егоевич                           | 1927—2014   | Председатель колхоза имени Дзержинского Анийского района Армянской ССР                                                                                       | 10.03.1976 | [ ГС 145 ] |
| 154 | Нерсесян, Петик Акопович                            | 1910—1987   | Старший агроном Октемберянской МТС Октемберянского района Армянской ССР                                                                                      | 16.10.1950 | [ ГС 146 ] |
| 155 | Никоян, Ашот Аганикович                             | 1912—1996   | Комбайнёр Талинской МТС Армянской ССР | 05.08.1952 | [ ГС 147 ] |
| 156 | Овеян, Астхик Тиграновна                            | 1927—       | Доярка Казанчинского совхоза Гукасянского района Армянской ССР                                                                                               | 22.03.1966 |            |
| 157 | Оганесян, Айастан Шагенович                         | 1906—       | Бригадир совхоза имени Кирова Вединского района Армянской ССР                                                                                                | 30.04.1966 | [ ГС 148 ] |
| 158 | Оганесян, Дарчо Оганесович                          | 1912—1983   | Секретарь Шаумяновского районного комитета КП Армении | 16.10.1953 | [ ГС 149 ] |
| 159 | Оганесян, Пайцар Саркисовна                         | 1915—       | Звеньевая колхоза имени Парижской Коммуны Арташатского района Армянской ССР                                                                                  | 27.09.1949 | [ ГС 150 ] |
| 160 | Оганесян, Саркис Мкртичевич                         | 1923—1993   | Звеньевой колхоза имени Шаумяна Ахтинского района Армянской ССР                                                                                              | 02.02.1948 | [ ГС 151 ] |
| 161 | Оганесян, Тигран Акопович                           | 1895—       | Бригадир колхоза имени Арутюняна Ахтинского района Армянской ССР                                                                                             | 04.05.1948 | [ ГС 152 ] |
| 162 | Оганесян, Эрик Минасовна                            | 1929—2016   | Звеньевая колхоза «Кармир ранчпар» Иджеванского района Армянской ССР                                                                                         | 14.06.1950 | [ ГС 153 ] |
| 163 | Павлов, Алексей Илларионович                        | 1883—1981   | Заведующий конефермой колхоза имени Сталина Калининского района Армянской ССР                                                                                | 17.08.1948 | [ ГС 154 ] |
| 164 | Папян, Седрак Папинович                             | 1918—       | Председатель колхоза села Мосесгех Шамшадинского района Армянской ССР                                                                                        | 30.04.1966 | [ ГС 155 ] |
| 165 | Петросян, Арташес Варданович                        | 1923—       | Машинист экскаватора Каджаранского медно-молибденового комбината Министерства цветной металлургии СССР, Армянская ССР                                        | 20.05.1966 | [ ГС 156 ] |
| 166 | Петросян, Астхик Петросовна                         | 1913—1980   | Ткачиха ткацкой фабрики текстильного комбината имени Майского восстания, город Ленинакан                                                                     | 07.03.1960 | [ ГС 157 ] |
| 167 | Петросян, Миша Цолакович                            | 1931—2003   | Бригадир слесарей-монтажников треста № 6, Армянская ССР | 11.08.1966 | [ ГС 158 ] |
| 168 | Петросян, Петик Аветисович                          | 1927—1987   | Председатель колхоза имени Свердлова села Верин Арташат Арташатского района Армянской ССР                                                                    | 22.02.1978 | [ ГС 159 ] |
| 169 | Петросян, Сурен Мартиросович                        | 1925—2004   | Бригадир аппаратчиков завода синтетического каучука имени С. М. Кирова Управления химической промышленности при Совете Министров Армянской ССР, город Ереван | 22.02.1966 | [ ГС 160 ] |
| 170 | Погосян, Алексан Сарибекович                        | 1909—       | Комбайнёр Гарибджанянской МТС Ахурянского района Армянской ССР                                                                                               | 03.07.1951 | [ ГС 161 ] |
| 171 | Погосян, Мушег Мелконович                           | 1908—1976   | Председатель колхоза имени Сталина Октемберянского района Армянской ССР                                                                                      | 14.06.1950 | [ ГС 162 ] |
| 172 | Погосян, Погос Симонович                            | 1924—       | Колхозник колхоза имени Азизбекова Араратского района Армянской ССР                                                                                          | 14.12.1972 | [ ГС 163 ] |
| 173 | Саакян, Егиш Назарович                              | 1905—       | Бригадир колхоза «ОГПУ» Талинского района Армянской ССР | 04.05.1948 | [ ГС 164 ] |
| 174 | Саакян, Маргарит Темоевна                           | 1927—       | Звеньевая колхоза «КИМ» Октемберянского района Армянской ССР                                                                                                 | 14.06.1950 | [ ГС 165 ] |
| 175 | Саакян, Шайвоски Енгоевна                           | 1928—       | Звеньевая виноградарского совхоза «Наринджи» Министерства пищевой промышленности СССР, Армянская ССР                                                         | 30.06.1951 | [ ГС 166 ] |
| 176 | Садоян, Акоп Оганесович                             | 1887—       | Бригадир колхоза имени Жданова Октемберянского района Армянской ССР                                                                                          | 14.06.1950 | [ ГС 167 ] |
| 177 | Салахян, Варсеник Вагановна                         | 1906—1985   | Начальник Агбашского гидроучастка управления оросительных систем канала имени Сталина, Арташатский район Армянской ССР                                       | 16.10.1950 | [ ГС 168 ] |
| 178 | Сарибекян, Арутюн Левонович                         | 1924—2008   | Машинист бульдозера дорожно-строительного района Министерства автомобильного транспорта и шоссейных дорог Армянской ССР                                      | 05.10.1966 |            |
| 179 | Саркисян, Амаяк Мхитарович                          | 1905—       | Председатель колхоза села Айгезард Арташатского района Армянской ССР                                                                                         | 08.04.1971 | [ ГС 169 ] |
| 180 | Саркисян, Драстамат Зорабович                       | 1894—       | Звеньевой колхоза «Спартак» Нор-Баязетского района Армянской ССР                                                                                             | 02.02.1948 | [ ГС 170 ] |
| 181 | Саркисян, Минас Карапетович                         | 1898—1966   | Председатель колхоза имени Арутюняна Ахтинского района Армянской ССР                                                                                         | 02.02.1948 | [ ГС 171 ] |
| 182 | Саркисян, Хосров Арутюнович                         | 1907—1997   | Мастер Ереванских ГЭС Главного управления энергетики и электрификации Совета Министров Армянской ССР                                                         | 04.10.1966 | [ ГС 172 ] |
| 183 | Сарксян, Дилбар Давидовна                           | 1925—       | Звеньевая колхоза «КИМ» Октемберянского района Армянской ССР                                                                                                 | 14.06.1950 | [ ГС 173 ] |
| 184 | Сарьян, Мартирос Сергеевич                          | 1880—1972   | Живописец, академик Академии художеств СССР, академик АН Армянской ССР, народный художник СССР, город Ереван                                                 | 08.03.1965 | [ ГС 174 ] |
| 185 | Свазян, Андраник Аршакович                          | 1915—       | Комбайнёр Талинской МТС Армянской ССР | 05.08.1952 | [ ГС 175 ] |
| 186 | Седракян, Маркар Седракович                         | 1907—1973   | Главный технолог Армянского коньячного завода Министерства пищевой промышленности Армянской ССР, город Ереван                                                | 26.04.1971 | [ ГС 176 ] |
| 187 | Седракян, Самвел Аристакесович                      | 1939—2010   | Слесарь-монтажник Ереванскго завода «Электрон» Армянского производственного объединения «Электрон» Министерства радиопромышленности СССР, город Ереван       | 27.01.1981 | [ ГС 177 ] |
| 188 | Симонян, Асанет Власовна                            | 1924—       | Звеньевая колхоза имени Орджоникидзе Октемберянского района Армянской ССР                                                                                    | 14.06.1950 | [ ГС 178 ] |
| 189 | Симонян, Воски Захаровна                            | 1918—       | Звеньевая колхоза имени Калинина Микоянского района Армянской ССР                                                                                            | 17.08.1950 | [ ГС 179 ] |
| 190 | Симонян, Женя Артаваздовна                          | 1929—       | Звеньевая колхоза имени Жданова Октемберянского района Армянской ССР                                                                                         | 14.06.1950 | [ ГС 180 ] |
| 191 | Симонян, Сабет Нагапетовна                          | 1914—2005   | Звеньевая колхоза имени Калинина Микоянского района Армянской ССР                                                                                            | 17.08.1950 | [ ГС 181 ] |
| 192 | Синанян, Рипсиме Терджановна                        | 1911—       | Заведующая отделением республиканской больницы, город Ереван                                                                                                 | 04.02.1969 | [ ГС 182 ] |
| 193 | Степанян, Грайр Гиносович                           | 1914—       | Звеньевой колхоза «Депи коммуна» Аштаракского района Армянской ССР                                                                                           | 29.05.1951 | [ ГС 183 ] |
| 194 | Степанян, Роза Вартановна                           | 1925—       | Звеньевая колхоза села Айгезард Арташатского района Армянской ССР                                                                                            | 30.04.1966 | [ ГС 184 ] |
| 195 | Сукиасян, Геворк Хачатурович                        | 1894—1979   | Директор Октемберянской МТС Октемберянского района Армянской ССР                                                                                             | 16.10.1950 | [ ГС 185 ] |
| 196 | Татевосян, Вазген Алоевич                           | 1924—       | Звеньевой колхоза «Бекум» Сисианского района Армянской ССР                                                                                                   | 16.04.1949 | [ ГС 186 ] |
| 197 | Товмасян, Габриел Гукасович                         | 1930—       | Звеньевой виноградарского совхоза имени Микояна Министерства пищевой промышленности СССР, Эчмиадзинский район Армянской ССР                                  | 30.06.1951 | [ ГС 187 ] |
| 198 | Тоноян, Гарегин Гияджеевич                          | 1914—1982   | Помощник мастера Ленинаканского текстильного комбината имени Майского восстания Министерства лёгкой промышленности Армянской ССР                             | 05.04.1971 | [ ГС 188 ] |
| 199 | Тоноян, Хачик Акопович                              | 1914—       | Бригадир колхоза имени Батика Нор-Баязетского района Армянской ССР                                                                                           | 03.07.1951 | [ ГС 189 ] |
| 200 | Туманян, Степан Левонович                           | 1921—1984   | Директор Ереванского химического комбината имени С. М. Кирова Министерства химической промышленности СССР                                                    | 20.04.1971 | [ ГС 190 ] |
| 201 | Тумасян, Бениамин Акопович                          | 1925—2012   | Генеральный директор производственного объединения «Луйс» Министерства электротехнической промышленности СССР, Армянская ССР                                 | 10.06.1986 | [ ГС 191 ] |
| 202 | Тунян, Мелик Смбатович                              | 1936—1970   | Старший чабан колхоза села Хндзореск Горисского района Армянской ССР                                                                                         | 22.03.1966 | [ ГС 192 ] |
| 203 | Умршатян, Сирун Айроевна                            | 1924—       | Звеньевая колхоза «Спартак» Нор-Баязетского района Армянской ССР                                                                                             | 02.02.1948 | [ ГС 193 ] |
| 204 | Унанян, Сарибек Агасович                            | 1927—       | Звеньневой колхоза имени Шаумяна Ахтинского района Армянской ССР                                                                                             | 02.02.1948 | [ ГС 194 ] |
| 205 | Франгулян, Арпик Мкртычевна                         | 1920—       | Бригадир рабочих Ереванского винкомбината Министерства пищевой промышленности Армянской ССР                                                                  | 21.07.1966 | [ ГС 195 ] |
| 206 | Ханзадян, Серо Николаевич                           | 1915—1998   | Писатель, город Ереван | 16.11.1984 | [ ГС 196 ] |
| 207 | Ханоян, Саркис Месропович                           | 1921—2003   | Директор Арагацского садоводческого совхоза Талинского района Армянской ССР                                                                                  | 12.12.1973 | [ ГС 197 ] |
| 208 | Хачатрян, Андраник Мисакович                        | 1911—1959   | Паровозный машинист депо «Ленинакан» Закавказской железной дороги, Армянская ССР                                                                             | 05.11.1943 | [ ГС 198 ] |
| 209 | Хачатрян, Анжик Гевондовна                          | 1927—       | Звеньевая колхоза имени Орджоникидзе Октемберянского района Армянской ССР                                                                                    | 14.06.1950 | [ ГС 199 ] |
| 210 | Хачатрян, Арменак Акопович                          | 1911—       | Председатель колхоза «Мубариза» Сисианского района Армянской ССР                                                                                             | 18.06.1949 | [ ГС 200 ] |
| 211 | Хачатрян, Гайк Петросович                           | 1908—       | Председатель колхоза «Парижская коммуна» Арташатского района Армянской ССР                                                                                   | 16.10.1950 | [ ГС 201 ] |
| 212 | Хачатрян, Егине Армавировна                         | 1927—       | Звеньевая колхоза имени Орджоникидзе Октемберянского района Армянской ССР                                                                                    | 14.06.1950 | [ ГС 202 ] |
| 213 | Хачатрян, Оник Семёнович                            | 1921—1990   | Электромонтёр 1-го Ереванского монтажного управления треста «Армэлектромонтаж» Министерства монтажных и специальных строительных работ СССР                  | 07.05.1971 |            |
| 214 | Хачересов, Микас Карапетович                        | 1921—       | Бригадир слесарей-ремонтников Араратского цементно-шиферного комбината Министерства промышленности строительных материалов Армянской ССР                     | 28.07.1966 |            |
| 215 | Хдрян, Азнив Карапетовна                            | 1900—       | Звеньевая колхоза имени 18 партсъезда Бериевского района Армянской ССР                                                                                       | 11.07.1951 | [ ГС 203 ] |
| 216 | Хосровян, Самвел Сандроевич                         | 1928—       | Звеньевой колхоза «Бекум» Сисианского района Армянской ССР                                                                                                   | 16.04.1949 | [ ГС 204 ] |
| 217 | Шахбазян, Маруся Аветиковна                         | 1926—       | Звеньевая свекловодческого звена колхоза села Ахурян Ахурянского района Армянской ССР                                                                        | 31.12.1965 | [ ГС 205 ] |
| 218 | Шахназарян, Сирануш Гукасовна                       | 1921—2007   | Звеньевая колхоза «Кармир ранчпар» Иджеванского района Армянской ССР                                                                                         | 14.06.1950 | [ ГС 206 ] |
| 219 | Шукуров, Самадин Лачин оглы                         | 1893—       | Старший чабан колхоза «Дружба» Сисианского района Армянской ССР                                                                                              | 18.06.1949 | [ ГС 207 ] |
| 220 | Элларян, Нахшун Алавердовна                         | 1914—       | Звеньевая колхоза «Кармир ранчпар» Иджеванского района Армянской ССР                                                                                         | 14.06.1950 | [ ГС 208 ] |
| 221 | Язулян, Месроп Иванович                             | 1901—       | Старший чабан колхоза имени Кирова Сисианского района Армянской ССР                                                                                          | 17.08.1948 | [ ГС 209 ] |
| 222 | Якушева, Татьяна Ивановна                           | 1905—       | Телятница колхоза села Саратовка Калининского района Армянской ССР                                                                                           | 22.03.1966 | [ ГС 210 ] |
| 223 | Яронис, Аркадий Иосифович                           | 1885—       | Начальник гидроучастка управления оросительной системы Октемберянского канала                                                                                | 16.10.1950 | [ ГС 211 ] |

## Лицо, в отношении которого Указ о присвоении звания Героя Социалистического Труда отменён
| № | Фамилия, имя, отчество | Годы жизни | Деятельность                                                                  | Дата Указа | Дата отмены | ГС       |
| - | ---------------------- | ---------- | ----------------------------------------------------------------------------- | ---------- | ----------- | -------- |
| 1 | Авчян, Ювараш Акопович | 1903—1961  | Председатель колхоза «III Интернационал» Октемберянского района Армянской ССР | 14.06.1950 | 05.03.1955  | [ ГС 1 ] |